# 李翠英
李翠英，越剧古装剧。

## 剧情简介
狼山总兵白龙江被打入天牢，幸得吏部尚书赵斌力保，改贬为平民。白龙江之女白赛花与赵斌之子赵云卿约为婚姻。数年后，赵家势衰，白龙江意图悔婚，毒死了前来投亲的赵云卿。不料被毒死的“赵云卿”实为李文林假冒。真正的赵云卿借宿旅店，店女李翠英帮助云卿与赛花相会。赵云卿被白龙江诬告判斩。李翠英挺身而出，使赵云卿冤情得雪。

## 演出情况
1917年，该剧在上海首演。1958年，少壮越剧团改写此剧。张云霞饰演李翠英、李忠萍饰演白赛花、庞天华饰演赵云卿，邢月樵饰演白龙江。该剧为张云霞的代表作。